# Symplecta dorothea
Symplecta dorothea là một loài ruồi trong họ Limoniidae. Chúng phân bố ở miền Tân bắc.